# Diplodia populina
Diplodia populina är en svampart som beskrevs av Fuckel 1870. Diplodia populina ingår i släktet Diplodia och familjen Botryosphaeriaceae.   Inga underarter finns listade i Catalogue of Life.